# Après l'amour (film, 1948)
Pour les articles homonymes, voir Après l'amour.
Pour plus de détails, voir Fiche technique et Distribution.
Après l'amour est un film français réalisé par Maurice Tourneur, sorti en 1948.

## Synopsis
Trahi par sa femme, un professeur rencontre une jeune étudiante et vit un véritable amour avec elle. Les deux femmes attendent chacune un enfant. La jeune fille meurt pendant l'accouchement. Dans un esprit de revanche et pour garder son vrai fils le mari bafoué échange les bébés…

## Fiche technique
- Titre original : Après l'amour
- Réalisation : Maurice Tourneur, assisté de Christian Gaudin
- Scénario : Jean Bernard-Luc, d'après la pièce éponyme de Henri Duvernois et Pierre Wolff
- Dialogues : Jacques Natanson
- Photographie : Armand Thirard
- Musique : Marc Lanjean
- Décors : Guy de Gastyne, Paul-Louis Boutié
- Son : William-Robert Sivel
- Producteur : Émile Natan
- Société de production : Les Films Modernes
- Société de distribution : Les Films Osso
- Pays de production :  France
- Langue originale : français
- Format : Noir et blanc — 35 mm — 1,37:1 — Son : Mono
- Genre : Film dramatique
- Durée : 95 minutes (1 h 35)
- Date de sortie :
  - France : 22 janvier 1948
- Affiche : Georges Dastor (France)

## Distribution
- Pierre Blanchar : François Mézaule
- Simone Renant : Nicole Mézaule
- Gisèle Pascal : Germaine
- Gabrielle Fontan : Catou
- Fernand Fabre : Robert Fournier
- Germaine Ledoyen : La sœur de Germaine
- Nicole Chollet : La bonne
- Claire Gérard : L'invitée
- Marcel Melrac : Le propriétaire
- René Hell : Le marchand de violettes
- Léon Arvel : le médecin
- Cécil Baur : ?
- Serge Canda : ?
- Alain Clairfond : ?
- Paul Denneville : le vieux journaliste
- Lucien Dorval : ?
- Jean-Jacques Duverger : Henri
- Lucien Jeunesse : ?
- Lisette Lebon : ?
- Michel Lemoine : ?
- Palmyre Levasseur : la voisine
- Jacques Vertan : ?

## Autour du film
- Ce film est un remake du film Après l'amour, de Léonce Perret (1931)